# Bordaia furva
Bordaia furva är en fjärilsart som beskrevs av Tindale 1932. Bordaia furva ingår i släktet Bordaia och familjen rotfjärilar. Inga underarter finns listade i Catalogue of Life.